# 자료보호 및 정보자유를 위한 연방위원회

자료보호 및 정보자유를 위한 연방위원회(독일어: Bundesbeauftragter für den Datenschutz und die Informationsfreiheit; FfDF)자료보호와 정보자유에 관한 독일의 연방위원회이다. 2006년 독일 정보자유법이 통과되기 이전에는 "자료보호 연방위원회"였다. 청사는 본에 있다.